# Beyond Good and Evil (album)
Pour les articles homonymes, voir Beyond Good and Evil.
Albums de The Cult
The Cult
(1994) Born into This
(2007)
Sorti en 2001, Beyond Good and Evil est le 7e album studio du groupe de rock anglais The Cult. Ce disque marque le retour du batteur Matt Sorum après qu'il a officié dans Guns N' Roses.

## Liste des Pistes
Sauf indications, tous les titres sont signés Ian Astbury et Billy Duffy.
1. War (The Process)
2. The Saint
3. Rise
4. Take the Power
5. Breathe (Ian Astbury/Billy Duffy/Mick Jones/Marti Frederiksen)
6. Nico
7. American Gothic
8. Ashes and Ghosts (Ian Astbury/Billy Duffy/Bob Rock)
9. Shape the Sky
10. Speed of Light (Ian Astbury/Billy Duffy/Bob Rock)
11. True Believers
12. My Bridges Burn